# Italiens Grand Prix 2004
Italiens Grand Prix 2004 var det femtonde av 18 lopp ingående i formel 1-VM 2004.

## Resultat

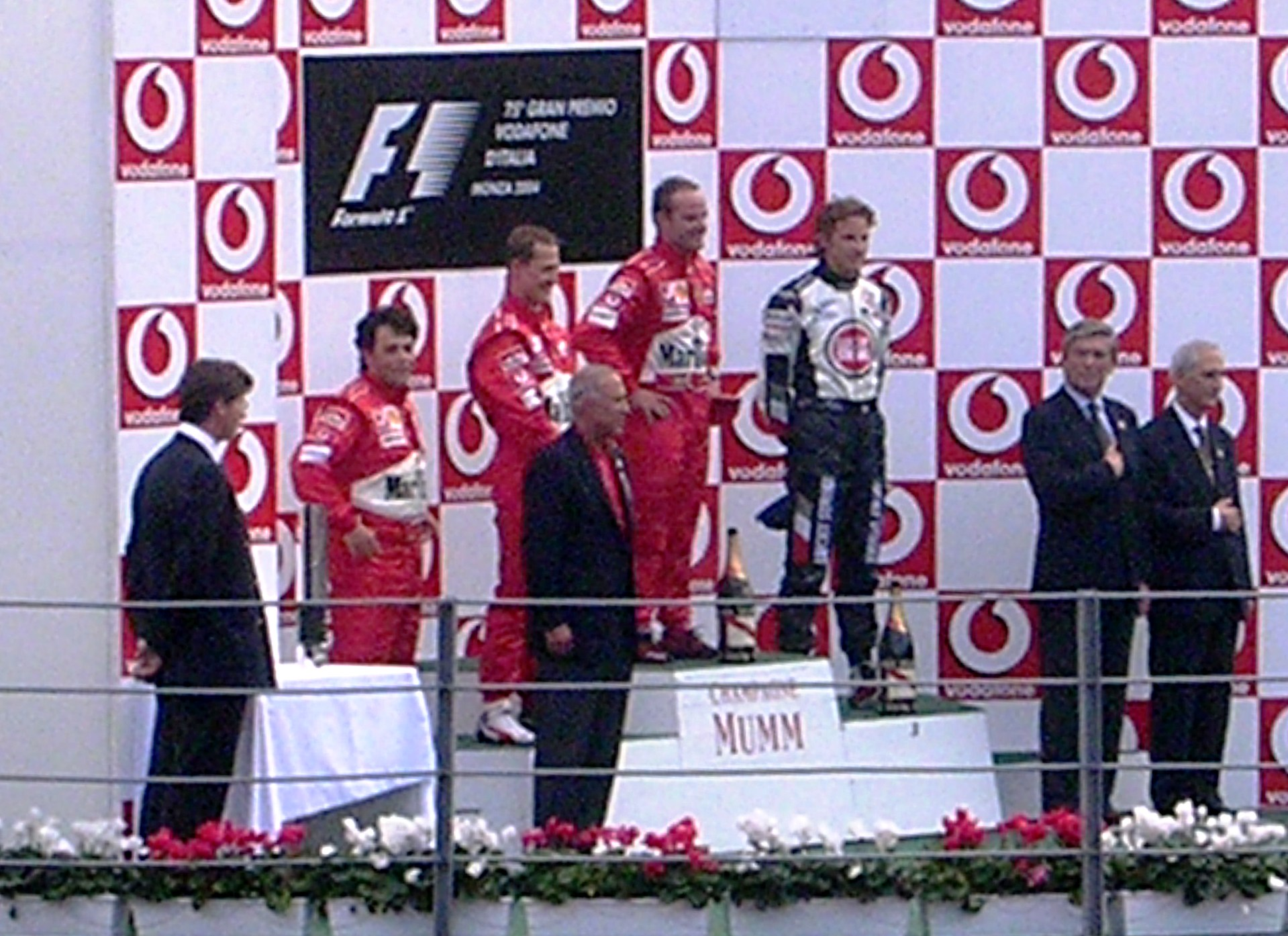
Prispallen i Italien 2004

1. Rubens Barrichello, Ferrari, 10 poäng
2. Michael Schumacher, Ferrari, 8
3. Jenson Button, BAR-Honda, 6
4. Takuma Sato, BAR-Honda, 5
5. Juan Pablo Montoya, Williams-BMW, 4
6. David Coulthard, McLaren-Mercedes, 3
7. Antonio Pizzonia, Williams-BMW, 2
8. Giancarlo Fisichella, Sauber-Petronas, 1
9. Mark Webber, Jaguar-Cosworth
10. Jarno Trulli, Renault
11. Ricardo Zonta, Toyota
12. Felipe Massa, Sauber-Petronas
13. Christian Klien, Jaguar-Cosworth
14. Nick Heidfeld, Jordan-Ford
15. Zsolt Baumgartner, Minardi-Cosworth

### Förare som bröt loppet
- Fernando Alonso, Renault (varv 40, snurrade av)
- Giorgio Pantano, Jordan-Ford (33, olycka)
- Gianmaria Bruni, Minardi-Cosworth (29, brand i depån)
- Kimi Räikkönen, McLaren-Mercedes (13, motor)
- Olivier Panis, Toyota (0, olycka)

## VM-ställning
| Förarmästerskapet 1. Michael Schumacher, Ferrari, 136 2. Rubens Barrichello, Ferrari, 98 3. Jenson Button, BAR-Honda, 71 | Konstruktörsmästerskapet 1. Ferrari, 234 2. BAR-Honda, 94 3. Renault, 91 |